# Marianów (powiat pińczowski)
Marianów – wieś sołecka w Polsce położona w województwie świętokrzyskim, w powiecie pińczowskim, w gminie Działoszyce.
W latach 1975–1998 miejscowość należała administracyjnie do województwa kieleckiego.

## Historia
Wieś w gminie  Działoszyce położona około 16 km na południe od Pińczowa. Wymieniona w spisie z roku 1827 jako  "Maryanów" (Tabella II s.9), jako "Marjanów" występuje w spisie  Zinberga z roku 1877 (I s.372), wreszcie jako  "Maryanów" w roku 1885. Pisownia w formie dzisiaj obowiązującej, pojawia się w spisie powszechnym począwszy od roku 1921.